# Rabbit Ears: The Tale of Mr. Jeremy Fisher
Rabbit Ears: The Tale of Mr. Jeremy Fisher (v anglickém originále Rabbit Ears: The Tale of Mr. Jeremy Fisher) je americký animovaný film z roku 1987. Hlavní role ve filmu ztvárnili Meryl Streep a Dennis Hopper.

## Obsazení
| Meryl Streep  | - |
| Dennis Hopper | - |